# Trio pour piano no 37 de Joseph Haydn
Le Trio pour piano no 37 Hob.XV.23 en ré mineur est un trio pour piano, violon et violoncelle composé par Joseph Haydn en 1794.

## Structure
1. Molto andante à 2/4
2. Adagio ma non troppo (en si bémol majeur, à 3/4)
3. Finale: Vivace à 3/4

## Source
- François-René Tranchefort, guide de la musique de chambre, éd. Fayard 1989 p.435  (ISBN 2-213-02403-0)